# Jack Payne
Jack Payne (Tower Hamlets, 25 oktober 1994) is een Engels voetballer die bij voorkeur als offensieve middenvelder speelt. Hij tekende in 2016 bij Huddersfield Town.

## Clubcarrière
Payne is afkomstig uit de jeugdopleiding van Southend United. Op 17 augustus 2013 debuteerde hij in de League Two tegen Northampton Town. Op 6 oktober 2014 volgde zijn eerste competitiedoelpunt tegen Oxford United. In 2015 promoveerde de aanvallende middenvelder met Southend United naar de League One. In zijn eerste en enige seizoen in de League One maakte hij negen treffers in 32 competitieduels, zijn persoonlijk record. Dit leverde hem een transfer op naar Huddersfield Town, dat hem in 2016 transfervrij overnam. Op 6 augustus 2016 maakte hij zijn opwachting in de Championship tegen Brentford. Eén week later maakte Payne op St. James' Park zijn eerste treffer voor zijn nieuwe club tegen Newcastle United. Na 82 minuten maakte hij de winnende treffer op aangeven van Kasey Palmer.